# 博尔贝诺
博尔贝诺（義大利語：Bolbeno），曾是意大利特伦托自治省的一个市镇。总面积12平方公里，人口353人，人口密度29.4人/平方公里（2009年）。ISTAT代码为022019。
2016年1月1日博尔贝诺和祖克洛两市镇合并为新的市镇拉雷斯镇。